# سیارک ۱۴۱۳
سیارک ۱۴۱۳ (به انگلیسی: 1413 Roucarie، نامگذاری:1937CD) هزار و وچهارصد و سیزدهمین سیارک کشف شده‌است که در ۱۲ فوریه ۱۹۳۷ و در الجزیره کشف شد.
قدر مطلق سیارک برابر ۱۰٫۹۰ است.